# Hirske, Mîkolaiiv
Hirske (în ucraineană Гірське) este localitatea de reședință a comunei Hirske din raionul Mîkolaiiv, regiunea Liov, Ucraina.

## Demografie
Componența lingvistică a localității Hirske
     Ucraineană (99,64%)
     Alte limbi (0,36%)

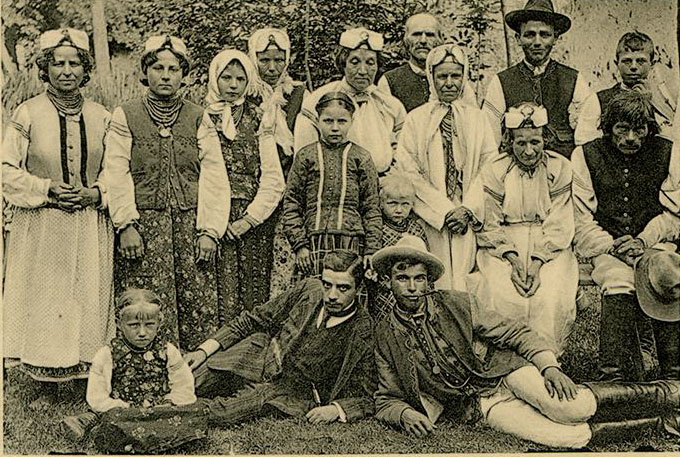

Conform recensământului din 2001, majoritatea populației localității Hirske era vorbitoare de ucraineană (99,64%), existând în minoritate și vorbitori de alte limbi.